# جاذبية كمية

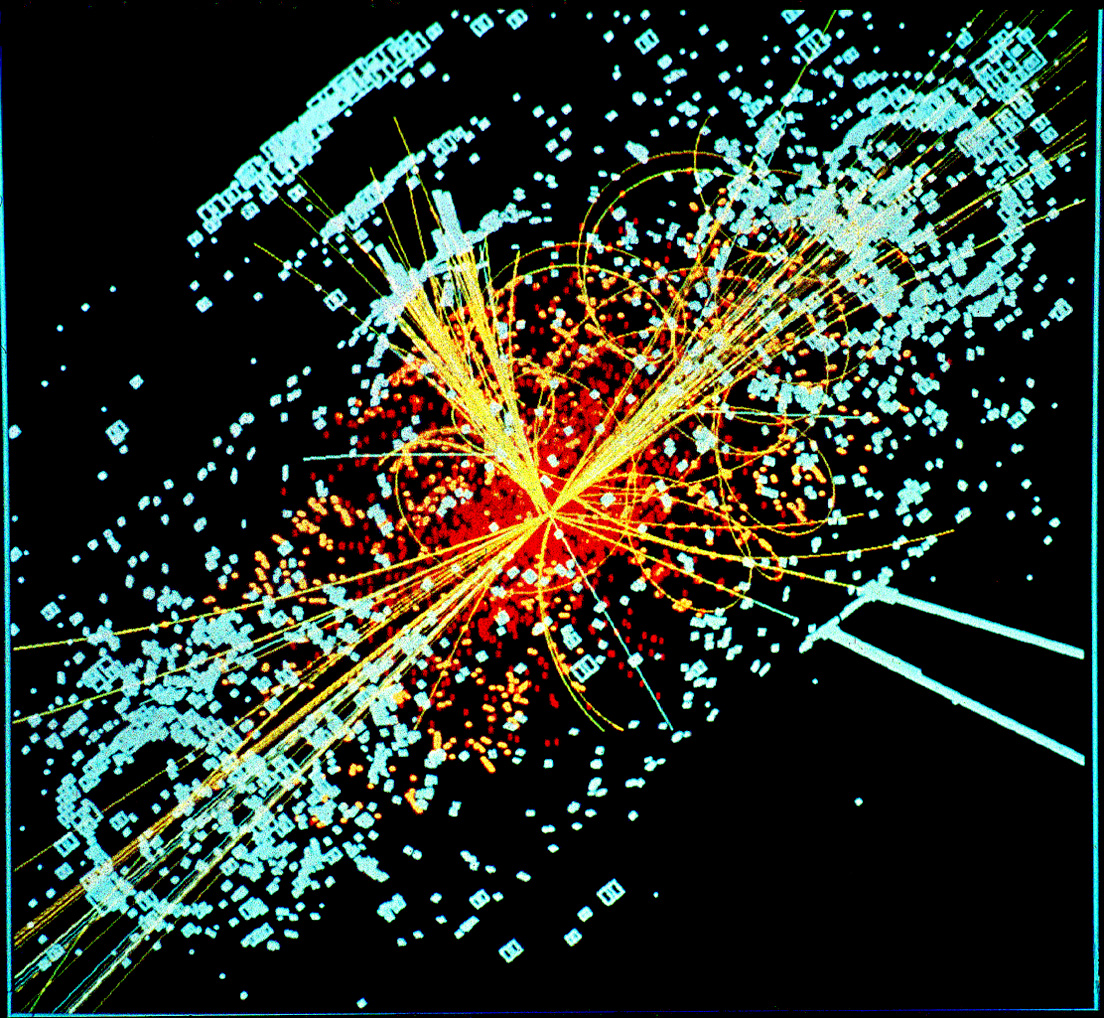

ثقالة كمومية أو جاذبية كمومية  في الفيزياء (بالإنجليزية: Quantum Gravity):
تحتوي نظرية ميكانيكا الكم على القوى الثلات للطبيعة التي تتمثل في الكهرمغناطيسية والقوى النووية الضعيفة والقوى النووية القوية بينما لا تحتوي على الجاذبية التي نجدها في النظرية النسبية لألبرت أينشتاين وهذا ما يسمى بمشكلة الثقالة الكمية فأتت نظرية الأوتار الفائقة لتحل هذه المعضلة الفيزيائية ولتزاوج بين ميكانيكا الكم والنسبية اللتان حيرتا العلماء لأنهما أثبتا أنهما صحيحتان حينما نطبقهما على حدة في مجال تطبيقهما :
تطبق ميكانيكا الكم على العالم الميكروسكوبي أي أنظمة الذرات والجزيئات ووالجسيمات الأولية ومواصفات تلك الأنظمة وتطبق النظرية النسبية على العالم الماكروسكوبي - أي عالم الأجسام الكبيرة مثل حركة الأجرام السماوية وسرعة الضوء وعلم الفلك . وقد نجح ديراك بربط النظرية النسبية بميكانيكا الكم، وتعتبر من نجاح معادلة ديراك انها تنبأت بوجود البوزيترون قبل اكتشافه (وهو نقيض الإلكترون) .
كما أن النظرية النسبية الخاصة تصف بنجاح حركة الجسيمات الأولية عند السرعات العالية القريبة من سرعة الضوء ، مثل حركة البروتون في معجلات البروتونات ، وحركة الإلكترون سواء في الفضاء الخارجي أو في معجلات الإلكترونات . فالنظرية النسبية الخاصة تنطبق بصفة عامة علي كل شيء تقترب سرعته من سرعة الضوء، وهي تؤول إلى ميكانيكا نيوتن عند السرعات البطيئة المعتادة ومنها سرعات الكواكب حول الشمس .

## الهدف
تصف النظرية النسبية العامة بناء الكون على المستوي الكبير الواسع وهي تطبق أيضا بنجاح لحساب خصائص الكتلة في السرعات العالية القريبة من سرعة الضوء . وتصف ميكانيكا الكم التآثر بين الجسيمات الأولية مثل البروتون والإلكترون أيضا بنجاح في إطار الأحجام الصغيرة (الذرية) وعندما يكون عدد الجسيمات في النظام صغيرا. ورغم أن الجاذبية هي أضعف أنواع القوى الأساسية فهي التي تشكل الكون في هيئته المتسعة، وهي من بين القوى الأخرى الوحيدة التي تعمل على تجاذب الأجسام وهي مقترنة ب الكتلة. أما الثلاثة قوى الأساسية الأخرى فهي تحدد صفات المادة في حيز الأحجام الصغيرة الميكرونية، بصرف النظر عن التآثر الكهرومغناطيسي الذي يمكن أن يمتد عبر مسافات طويلة وفائقة مثلما نشاهد تأثيراتها على البلازما الكونية أو المجال المغناطيسي للشمس أو الأرض . كما نجحنا إلى حد ما حتى الآن بالربط بين تلك النظريتين ولكن في حالات قليلة فريدة (مثل معادلة ديراك) ، ومن المشاكل العويصة التي تنتظر الحل :
- بالنسبة لنموذج للانفجار العظيم فيشكل مشكلة بالنسبة إلى النظرية النسبية العامة حيث أن انحناء الزمكان يصبح لا نهائي، مما يجعل قوانين النظرية النسبية لا تنطبق وتزيد الكثافة ودرجة الحرارة زيادات فائقة.
- وفي حالة الثقوب السوداء حيث تصل كتلتها قدرا عظيما في الوقت التي تصغر فيه أحجامها مما يتسبب في أنحناء شديد للزمكان تعجز النظرية النسبية عن حسابه.

ويعلق بعض العلماء على الربط بين الجاذبية بالثلاثة قوى الأساسية الأخرى أن النظرية الجديدة الموحد ستخلو من معادلاتها من العناصر التي تكبر إلى مالا نهاية، ويصبح في الإمكان بواسطتها حساب جميع خصائص تلك الأنظمة المطروحة.
علاوة على ذلك تشكل هذا الربط بين الأربعة قوي الأساسية وهو ما يسمى الثقالة الكمومية بأن يصبح نظرية كل شيء حيث ينتظر من توحيد نظرية الكم والنظرية النسبية استطاعتنا تفسير جميع الظواهر الكونية والعالم المادي بواسطة معادلة رياضية واحدة، ابتداء من قانون الروافع إلى انكماش الزمن عند تحرك الأجسام بسرعات قريبة من سرعة الضوء.
ولكن لم يمكن حتى الآن ربط الجاذبية بتلك الثلاثة قوى أساسية الأخرى . ومحاولة ربط الجاذبية بنموذج الكم صعبة للغاية . فنموذج الكم يعني أن القوي تؤول في صورتها الصغيرة إلى كمات . ويمكن عن طريق تجزئة القوي الثلاثة إلى كمات يمكن حساب صفات النظام . إلا أنه لم يمكن حتى الآن صياغة الجاذبية في صورة كمات، ولهذا نبحث اليوم عن نظرية جديدة تستطيع إجراء ذلك.
ومن تلك النظريات التي يعتقد بتأهيلها لإجراء ذلك نظرية الأوتار ، وهي تمثل جميع الجسيمات الأولية في صورة الوتر الأحادي المقياس . وتبين العلماء عند اتباع ذلك التمثيل ضرورة صياغة النظرية بعدد كبير من الأبعاد، قد تكون 10 أبعاد أو 11 بعد وبعض العلماء يحاول باستخدام 26 بعد لوصف النظام . كما يوجد منافس لتلك النظرية وهي الثقالة الكمومية الحلقية Loop-Quantengravitation والتي تتميز بتجزئة الزمان والمكان أيضا تجزئة كمومية .
هاتان النظريتان هما الشائعتان في الوقت الحالي، وتوجد بجانبهم نماذج أخرى لأفكار على سبيل ايجاد حل رياضي لمشكلة توحيد النظريات الفيزيائية، وضمها في نظرية جديدة تشملهم جميعا، وتصبح كما يسميها البعض نظرية كل شيء .

## اقرأ أيضا
- جاذبية الكم الظاهرية